# Кравецька синагога (Полтава)
Кравецька синагога — була зведена в Полтаві наприкінці ХІХ ст. у Карлівському (Романа Шухевича) провулку. В цьому районі проживало значна кількість ремісників кравецького цеху. Крім того в цьому ж районі знаходилося два найбільших в Полтаві ательє мод, де працювало багато осіб єврейської національності, які відвідували кравецьку синагогу. Це була найменша синагога в місті (площа до 200 кв. м.). Будівля мала  молитовний зал, де жіноче відділення знаходилося на внутрішньому балконі на рівні другого поверху, куди вели сходи з передпокою у бокового входу.
Над головним входом, з торця будівлі, оформленого у вигляді порталу, знаходилося кругле вікно, а над молитовним залом - сферичної форми купол. Прямокутні вікна в торці розташовувалися на рівні другого поверху. Вікна в поздовжніх стінах були невеликого розміру по висоті і закінчувалися на рівні торцевих вікон. Декор стін був відсутній, тільки поверхи були розділені горизонтальною тягою простого профілю. У 1930-х роках синагога була закрита, а в її будівлі розміщувалася спочатку майстерня з виготовлення кошиків з лози, а перед війною майстерня по ремонту музичних інструментів. Відступаючи з Полтави в 1943 році німці підірвали синагогу і розташований поруч житловий будинок. В даний час на місці синагоги знаходяться сараї жителів кварталу.